# Call Me If You Get Lost

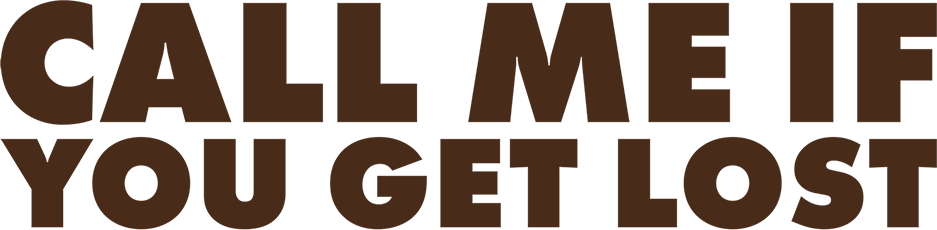
Call Me If You Get Lost, логотип альбому

Call Me If You Get Lost (укр. «Подзвони мені, якщо заблукаєш») — шостий студійний альбом американського репера та продюсера Tyler, The Creator . Альбом був випущений 25 червня 2021 року на лейблі Columbia Records. На альбомі є дуети з DJ Drama, 42 Dugg, YoungBoy Never Broke Again, Ty Dolla Sign, Lil Wayne, Domo Genesis, Brent Faiyaz, Lil Uzi Vert, Pharrell Williams, Teezo Touchdown, Fana Hues і Daisy World. Тайлер сам спродюсував альбом, а додатковий продакшн зробили Jamie хх і Jay Versace.
На обкладинці зображено ідентифікаційну картку персонажа на ім'я «Tyler Baudelaire», що відсилає до французького поета Шарля Бодлера, чия творчість, на думку музичних журналістів, порівняна з відвертим характером і темами музики Тайлера. Жанри альбому охоплюють хіп-хоп, поп, джаз, соул та реггі.
Call Me If You Get Lost був підтриманий двома синглами: «Lumberjack» і «WusYaName», обидва з яких були випущені разом із музичними відео. Альбом отримав визнання критиків і був описаний як поєднання стилів з нотками ностальгії. Він дебютував під номером один в американському Billboard 200 і став для автора другим альбомом номер один у США. Він був номінований як найкращий реп-альбом на церемонії вручення премії Греммі 2022 року.

## Концепція
На обкладинці зображено посвідчення Тайлера Бодлера як посилання на поета Шарля Бодлера. За словами Метью Ісмаїла Руїса з Pitchfork, «Бодлер, персонаж якого Тайлер грає протягом усього альбому, є символом новознайденої популярності Тайлера та його нездатності використати цю витонченість у стосунках своєї мрії». Найвідоміший твір Шарля Бодлера, «Fleurs du mal» 1857 року (у перекладі «Квіти зла»), був «спочатку заборонений за надмірну відвертість, а самого Бодлера притягнули до відповідальності за непристойність», подібно до еволюції Тайлера із загостреного підлітка, що вивергає бруд, до чутливого коханця з пустотливою смугою. Люк Морган Бріттон з NME також порівняв цих двох, сказавши, що вони «одержимі боротьбою між романтикою та реалізмом, розкішшю та коханням, красою та смертю, талантом і суперечками».
Спочатку, коли Тайлер випустив обкладинку для Call Me If You Get Lost, люди думали, що він був натхненний альбомом Ol 'Dirty Bastard 1995 року, Return to the 36 Chambers: The Dirty Version, хоча насправді він був натхненний «… старими паспортами та проїзними картками початку 1900-х років».

## Музика

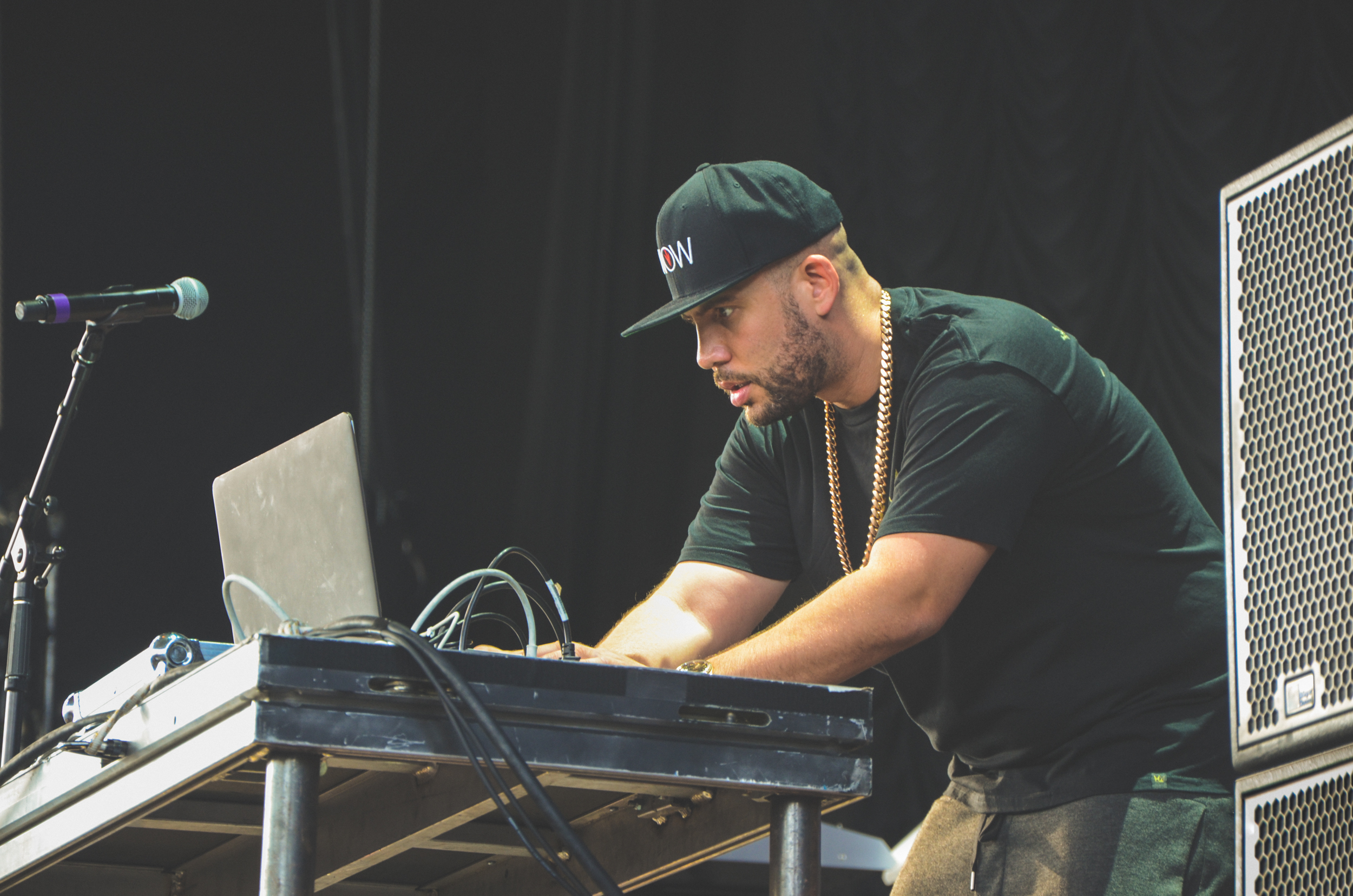
Тайлер працював з DJ Drama над Call Me If You Get Lost, відомим за серією мікстейпів Gangsta Grillz.

The Guardian ' Алексіс Petridis назвав стилістичний напрям альбому як «несподіваний і дуже вражаючий твір художника з еклектичними смаками, який не хоче робити музику, яка вписується в тенденції.» Петрідіс виділяв синті-поп, соул, реггі та джаз . Financial Times ' Ludovic Hunter-Tilney назвав альбом «щільно шаруватим і донкіхотським», кажучи, що «Lemonhead» поєднує жорсткість ударних і гул голосів у легкому прослуховуванні босанови, в той час як «Massa» перемикається на флейті — перевів джазову рутину в хіп-хоп .
У порівнянні з Igor, The Independent ' Роізін О'Коннор сказав, що «продакшн тут (Call Me If You Get Lost) як пляма, як Igor, хоча є менше наскрізних ліній. Igor був руйнівною частиною розірваних стосунків. Call Me If You Get Lost грає швидко й вільно зі своїми суб'єктами, покладаючись натомість на саму музику, щоб донести її до слухачів» Згідно Pitchfork ' Метью Ісмаель Руїс, Тайлер «як ніколи вміло сплітає різні ідеї в одну цілісну пісню, а не просто змішує їх разом» на альбомі. Руїс описав продюсування Тайлера як «загравання з рухом у міксі, підстрибування звуків між лівим і правим каналами для захопливого досвіду в навушниках». У той час як Call Me If You Get Lost має дуже специфічну основну розповідь, Руїз сказав, що стиль ніби розповідає історію всієї кар'єри Тайлера до цього моменту: пост-Thundercat R & B, а семпл Gravediggaz Horrorcore і фліп Salaam Remi можна порівняти з музикою Кендріка Ламара. Руїс назвав альбом поверненням до репу після поп-звучання Igor, хоча зазначає, що Тайлер також «на світлові роки віддалений від скелетної продукції його перших кількох записів». Константінос Паппіс з Our Culture Mag описав пісні альбому як «кінематографічну велич і ретельні аранжування, які характеризують останній матеріал Тайлера». Паппіс також зазначив, що звук такий же «дивно ностальгійний», як і на Flower Boy .
Крейг Дженкінс з Vulture також описав альбом як крок назад до «неприємного стилю та ставлення його (Тайлера) ранніх днів», розповідаючи про «всі способи, як він змінився з тих пір». Дженкінс відзначив «Call Me If You Get Lost» як відхід від «легшої та душевної естетики Igor на користь зухвалих ритмів і грубих ритмів… невдовзі після мікстейпів Gangsta Grillz на початку 2010-х». Кріс Девіл з Stereogum виявив, що на Call Me If You Get Lost вплинули такі хіп-хоп альбоми, як The Marshall Mathers LP (2000) і Tha Carter III (2008). Девілл також сказав, що «чиста велич» альбому — «складна кінематографічна постановка, божевільний акторський склад запрошених реперів» — нагадує попередню музику Каньє Веста. Девіль також зазначає, що приклади різних реперів 1990-х порівнюють із золотим віком бум-бопу.

## Теми
Маркус Шортер з Consequence сказав, що в другій половині альбому домінує самосвідомість. Шортер також зазначає, що романтика є помітною темою у другій половині: «Ця подорож пов'язана з розбитим серцем, тому що жоден альбом Тайлера, не обходиться без романтики». Шортер конкретно описує Вілшира: «Він спотикається через слова та бурмоче частини сумної історії, ніби хтось не повністю готовий мати справу з правдою. На альбомі, наповненому наркотичними зауваженнями хлопця, «Wilshire» — це рідкісний момент, коли ми відчуваю, що він стримається. Его ховається в шафі для однієї пісні, ще більше стирає кордони між людиною та альтер-его "

## Випуск і просування
9 червня 2021 року в Лос-Анджелесі було помічено рекламний щит для випуску альбому, за яким послідували нові в інших великих містах світу. На рекламному щиті було написано «Зателефонуй мені, якщо заблукаєш» і вказаний номер телефона. Під час дзвінку на нього було відтворено записане повідомлення розмови між Тайлером і його матір'ю. Цей запис є в альбомі як трек «Momma Talk». Незабаром після цього було виявлено вебсайт, який посилається на рекламний щит і номер телефона, що, здається, є ще одним аспектом просування альбому. 15 червня Тайлер написав у Твіттері номер телефона, який був помічений на білбордах за тиждень до цього, підтвердивши свою причетність.
14 червня 2021 року Тайлер дражнив новою музикою свою аудиторію в короткому відео під назвою «Side Street», на якому він тримає собаку під час спілкування з жінкою. Ближче до кінця відео також є камео з іншим учасником Odd Future Тако Беннеттом. Тайлер зняв відео під псевдонімом свого альтер-его Вольфа Хейлі. 16 червня 2021 року Тайлер випустив пісню під назвою «Lumberjack», яка супроводжувалася коротким музичним відео, яке також зняв сам Тайлер у ролі Вольфа Хейлі. У пісні є семпли пісні «2 Cups of Blood» Gravediggaz.
Наступного дня, 17 червня, Тайлер офіційно підтвердив назву альбому Call Me If You Get Lost і оголосив дату релізу на 25 червня. Він також оприлюднив обкладинку та товари через свій бренд вуличного одягу Golf Wang. 22 червня 2021 року Тайлер випустив другий сингл з альбому під назвою «WusYaName», який також супроводжувало коротке музичне відео, створене Тайлером. Використовуючи елементи R&B епохи 90-х, ця пісня є семплом «Back Seat (Wit No Sheets)» H-Town і, на відміну від «Lumberjack», дуже нагадує його останні, більш душевні альбоми. 23 червня 2021 року Тайлер випустив ще один тизер альбому у вигляді комедійного скетчу під назвою «Brown Sugar Salmon». На відео Тайлер, якого називають «сером Бодлером», безуспішно намагається замовити їжу в поїзді.
Після виходу альбому 25 червня 2021 року Тайлер випустив відео, яке супроводжує трек «Juggernaut». Хоча він включає партії Ліл Узі Верт і Фаррелла Вільямса, у відео з'являється лише сам Тайлер. 27 червня 2021 року Тайлер випустив кліп на «Corso». На відео Тайлер виступає на дні народження в компанії DJ Drama. 8 липня 2021 року Тайлер випустив кліп на «Lemonhead». Відео не містить гостьового фіта з 42 Dugg .
3 серпня 2021 року Тайлер оголосив про тур Call Me If You Get Lost, який розпочнеться у лютому 2022 року. Північноамериканський етап із приблизно 35 шоу підтримають Калі Учіс, Вінс Стейплз та Тізо Тачдаун.

## Оцінка
Call Me If You Get Lost був зустрінутий з широким визнанням критиків. На Metacritic, яка присвоює нормований рейтинг за 100 рецензіями професійних видань, альбом отримав середню оцінку 88 на основі 19 рецензій. Агрегатор AnyDecentMusic? дали йому 8,4 з 10 на основі їхньої оцінки критичного консенсусу.
The Independent ' Роізін О'Коннор дав Call Me If You Get Lost п'ять із п'яти зірок і сказав, що він відчувається ніби «апофеоз минулих робіт Тайлера». Вони також відзначили плавні переходи між треками. Clash похвалив Тайлера за «відмову від будь-якого звуку або жанру» та відзначив треки «Sweet / I Thought You Wanted to Dance» та «Wilshire» як визначні. Девід Сміт з Evening Standard згадав різноманітне «глобальне» звучання альбому та сказав: «Музика Тайлера захоплива, як ніколи». Алексіс Петрідіс із The Guardian написав, що спалахи «калейдоскопічного синті-попу, соул-балади та джазу охоплюють вас», сказавши, що альбом «може зайняти багато часу, щоб повністю зрозуміти, але, очевидно, його якість не зменшиться, якщо ви зробите так».
Райан Розенбергер з The Line of Best Fit сказав: «Час покаже, де саме цей альбом потрапить у дискографію Tyler, The Creator, але Call Me If You Get Lost — це ще одна пам'ятний запис від самого Вольфа Хейлі, який лише ще більше укріпить його статус як одного з найкращих художників свого покоління». Люку Моргану Бріттону з NME альбом сподобався, він сказав: «Іконоборець стикається з культурою скасування, своїм власним суперечливим минулим та ідеєю особистісного зростання на калейдоскопічному записі, який підтверджує його велич». Критик Pitchfork Пол А. Томпсон сказав: «Це дає йому свободу грати тоном, писати особисто або використовувати свій грубий голос як текстуру, ставитися до найсуворішого репу та найделікатніших гачків як до божевільних експериментів, що пішли не так». Уеслі Маклін із Exclaim! сказав: «Тайлер представив проєкт, який знову розширює межі його музики, водночас є кульмінацією всього, що він зробив до цього часу. Це ще одна вражаюча екскурсія для художника, чиє правління, здається, не припиняється найближчим часом».
Софі Ліндевалл з Gigwise резюмувала: «Зі своїм шостим студійним альбомом Call Me If You Get Lost Тайлер знову перевертає все з ніг на голову, що призвело до одного з найдинамічніших та найцікавіших записів у його дискографії наразі». Позитивна рецензія Крейга Дженкінса з Vulture завершилася так: «Подивіться між багатьма детальними описами інтер'єрів Rolls-Royce, красивих човнів та міжнародних подорожей, крім понад півдюжини згадок про паспорти», і що вони знайшли «Історію кохання». Метт Мітчелл із журналу Paste поставив Call Me If You Get Lost оцінку 8,7 з 10 і сказав, що коронним досягненням запису є те, що він різко нагадує кожному слухачеві, що ранні записи в дискографії виконавця не є частиною його забутого минулого». Рецензуючи альбом для AllMusic, Девід Кроун стверджував, що «музика Тайлера завжди була клаптем із постійно зростаючих палітр, а CMIYGL — його найскладніша на сьогоднішній день». Rolling Stone ' Jeff Ihaza підсумував зусилля Тайлера як дозрівання в «один із найбільш переконливих реп — музики, яка робиться сьогодні», назвавши Call Me If You Get Lost кращою роботою Тайлера на сьогодні.

## Комерційне виконання
Call Me If You Get Lost дебютував на першому місці в американському Billboard 200 від 10 липня 2021 року, заробивши 169 000 екземплярів альбому, ставши другим альбомом Тайлера номер один у США. Наступного тижня альбом опустився на шосте місце з 44 000 копій, що на 74 % менше. Це перший альбом 2021 року, який протримався лише один тиждень у першій п'ятірці чарту. Останнім альбомом, якому вдалося це зробити, був Shawn Mendes ' Wonder, який опустився з номеру 1 на номер 25.
Тринадцять пісень альбому потрапили до американської Billboard Hot 100, а «WusYaName» потрапила до топ-20 чарту.

## Трек-лист
Усі треки продюсує Тайлер, Творець, за винятком тих випадків, коли вказано.
| No.           | Title                                                                          | Writer(s) | Length |
| ------------- | ------------------------------------------------------------------------------ | --- | ------ |
| 1.            | «Sir Baudelaire» (featuring DJ Drama)                                          | - Tyler Okonma - Billy Cobham                                                                                              | 1:29   |
| 2.            | «Corso»                                                                        | - Okonma - James Asher | 2:27   |
| 3.            | «Lemonhead» (featuring 42 Dugg)                                                | - Okonma - Dion Hayes | 2:11   |
| 4.            | «WusYaName» (featuring Youngoy Never Broke Again and Ty Dolla Sign)            | - Okonma - Kentrell Gaulden - Tyrone Griffin, Jr. - Bishop Burrell, Sr. - Delando Conner - Solomon Conner - Darryl Jackson | 2:02   |
| 5.            | «Lumberjack»                                                                   | - Okonma - Larry Willis - Anthony Ian Berkeley - Arnold Hamilton - Paul Huston - Robert Diggs                              | 2:19   |
| 6.            | «Hot Wind Blows» (featuring Lil Wayne)                                         | - Okonma - Dwayne Carter, Jr. - Henry Mancini - Norman Gimbel                                                              | 2:36   |
| 7.            | «Massa»                                                                        | Okonma | 3:44   |
| 8.            | «RunItUp» (featuring Teezo Touchdown)                                          | - Okonma - Aaron Thomas | 3:50   |
| 9.            | «Manifesto» (featuring Domo Genesis)                                           | - Okonma - Dominique Cole - Barry White                                                                                    | 2:56   |
| 10.           | «Sweet / I Thought You Wanted to Dance» (featuring Brent Faiyaz and Fana Hues) | - Okonma - Christopher Wood - Fana Hughes - Fil Callender                                                                  | 9:49   |
| 11.           | «Momma Talk»                                                                   | | 1:11   |
| 12.           | «Rise!» (featuring Daisy World; produced by Tyler, the Creator and Jamie xx)   | - Okonma - Daisy Hamel-Buffa - James Smith                                                                                 | 3:24   |
| 13.           | «Blessed»                                                                      | Okonma | 0:58   |
| 14.           | «Juggernaut» (featuring Lil Uzi Vert and Pharrell Williams)                    | - Okonma - Symere Woods - Pharrell Williams                                                                                | 2:27   |
| 15.           | «Wilshire»                                                                     | Okonma | 8:36   |
| 16.           | «Safari» (produced by Tyler, the Creator and Jay Versace)                      | - Okonma - Jahlil Gunter                                                                                                   | 2:58   |
| Total length: | Total length:                                                                  | Total length: | 52:41  |

### Музиканти
- Fabian Chavez — flute (tracks 1, 6, 7, 11, 16)
- Devon «Jasper» Wilson — additional vocals (track 2)
- Lionel Boyce — additional vocals (tracks 2, 5)
- Vic Wainstein — additional vocals (track 2)
- Domo Genesis — additional vocals (track 5)
- Travis Bennett — additional vocals (track 5)
- DJ Drama — hosting

### Продюсери та інженери
- Tyler, the Creator — production (all tracks), recording (tracks 1–5, 7–8, 12–13, 16), executive production
- Jamie xx — production (track 12)
- Jay Versace — production (track 16)
- Vic Wainstein — recording (tracks 2–9, 12–16)
- Jason Goldberg — recording (track 4)
- Gregory Scott — assistance (tracks 2, 15)
- Ben Fletcher — assistance (tracks 3–5)
- Bobby Mota — assistance (tracks 4, 9)
- Jonathan Pfarr — assistance (tracks 4, 9)
- Josh Sellers — assistance (track 6)
- Robert N. Johnson — assistance (tracks 7, 16)
- Sam Morton — assistance (track 12)
- Neal H Pogue — mixing
- Zachary Acosta — mixing assistance
- Mike Bozzi — mastering

### Художня робота
- Darren Vongphakdy — art direction
- Wolf Haley — art direction
- Luis «Panch» Perez — cover photography